# Limnoscelops
Limnoscelops longifemur é um gênero duvidoso de diadectomorfo da Formação Cluter. Ele foi originalmente descrito como um limnoscelídeo, mas posteriormente foi-se demonstrado que não pertencia a essa família.

## Descoberta
O holótipo de Limnoscelops longifemur, MCZ 2984, se consiste em um pequeno fragmento de mandíbula, pontas de dois dentes, sete vértebras incompletas, um inominado parcial, porções proximal e distal de um fêmur esquerdo, um fragmento proximal de uma ulna e outros fragmentos. O holótipo foi achado na Formação Cutler, que data do início do Permiano. O holótipo provém da localidade 10, aproximadamente a 152-158 metros abaixo do topo da formação, e 2,2 km a sudeste de Placerville, Colorado, Estados Unidos.
Outro espécime, MCZ 2979, foi referido a L. longifemur. Ele é composto por quatro vértebras dorsais articuladas revestidas parcialmente por matriz rochosa. MCZ 2979 também foi encontrado na Formação Cutler, mas dessa vez na localidade 4, a aproximadamente 24-27 metros abaixo do topo da formação e a 772 metros a leste de Placerville e 1,9 km da localidade 10.
Limnoscelops longifemur foi descrito e nomeado pela primeira vez por Lewis & Vaughn (1965) como um limnoscelídeo principalmente com base em características das vértebras e dos membros. No entanto, Natalia Wideman, em sua revisão de 2002 de Limnoscelidae, encontrou problemas nessa classificação, visto que ela foi em grande parte baseada em comparações com Limnosceloides, que se pensava ser um limnoscelídeo, mas mais tarde foi-se demonstrado que sua espécie-tipo era um tetrápode incertae sedis nomen dubium na mesma revisão. Wideman então comparou o material de Limnoscelops com o de Limnoscelis (que foi designado como o único membro de Limnoscelidae nessa mesma publicação) e descobriu que o primeiro não é um limnoscelídeo. Além disso, a autora não encontrou nenhuma característica diagnóstica em L. longifemur, o que significa que o táxon é um nomen dubium. Ainda de acordo com Natalia Wideman, Limnoscelops se trata de no máximo um diadectomorfo, não podendo ser classificado em nenhuma das três ramificações do grupo.